# Josef Strauss
Josef Strauss (Viena, distrito de Mariahilf, 20 de agosto de 1827-Viena, 22 de julio de 1870) fue un compositor y director de orquesta austriaco.

## Vida
Josef Strauss fue hijo de Johann Strauss (padre) y hermano de Johann Strauss (hijo) y  Eduard Strauss. A diferencia de su familia, Josef no ambicionaba una carrera musical. Por el contrario, estudió en el Politécnico de Viena (hoy Universidad Técnica de Viena), trabajó como aparejador en la construcción de una presa en Trumau (Baja Austria) y diseñó dos máquinas para limpiar las calles. A finales del otoño de 1852, cuando su hermano Johann regresó a casa extenuado después de una gira de conciertos, Josef se vio obligado a suplirle en su cargo de maestro de capilla durante el año siguiente. Su primer trabajo fue el vals Die Ersten und die Letzten. A lo largo de los años posteriores, sustituyó cada vez con más frecuencia las ausencias de su hermano. Recibió clases de composición y aprendió a tocar el violín. Estando de gira en Varsovia, Strauss se desplomó inconsciente y poco tiempo después moriría en Viena. Está enterrado en el cementerio central (Zentralfriedhof) de la capital austriaca.

## Obras
Josef Strauss compuso valses, como Die Ersten und die Letzten, Música de las esferas (Sphärenklänge), Vals Delirio (Delirienwalzer), Mein Lebenslauf ist Lieb und Lust y Golondrinas de Austria (Dorfschwalben aus Österreich), polkas como la Moulinet Polka o la Pizzicato Polka (junto a su hermano Johann), contradanzas y otras piezas de baile. Su opereta Frühlingsluft (libreto de Karl Lindau y Julius Wilhelm) se interpretó por primera vez en 1903. 

### Composiciones destacadas
- Masken, Op. 33
- Perlen der Liebe (Concierto-Vals), Op. 39
- Steeple chease (Polka), Op. 43
- Phönix-Marsch, Op. 105
- Vorwärts!, Op. 127
- Brennende Liebe (Polka-mazurca), Op. 129
- Auf Ferienreisen, Op. 133
- Die Schwätzerin, Op. 144
- La gacela, Die Gazelle (Polka-mazurca), Op. 155
- Golondrinas de Austria, Dorfschwalben aus Österreich, Op. 164
- Frauenherz, Op. 166
- Deporte, Sport, Op. 170
- Geheime Anziehungskräfte (Dynamiden), Op. 173
- Schlaraffen-Polka, Op. 179
- Deutsche Grüße (Vals), Op. 191
- Vals Delirio, Delirien, Op. 212
- Allerlei, Op. 219
- Im Fluge, Op. 230
- Música de las esferas, Sphärenklänge (Vals), Op. 235
- Parlanchín, Plappermäulchen, Op. 245
- Wiener Fresken (Vals), Op. 249
- Buchstaben, Op. 252
- Aquarellen, Op. 258
- Mein Lebenslauf ist Lieb’ und Lust, Op. 263
- La musa danzante, Die tanzende Muse (Polka mazurca), Op. 266
- Feuerfest! (Polka francesa), Op. 269
- Ohne Sorgen! (Polka), Op. 271
- Künstler-Gruß, Op. 274
- Jokey, Op. 278
- Hesperus-bahnen (Vals), Op. 279
- Heiterer Muth (Polka francesa), Op. 281

## Descendencia
Josef Strauss es el tatarabuelo del músico Willy Aigner-Strauss.